# Желтогорлая кустарниковая танагра
Желтогорлая кустарниковая танагра (лат. Chlorospingus flavigularis) — вид воробьиных птиц из семейства Passerellidae.
Птицы обитают в субтропических и тропических низменных и горных влажных и сильно деградированных лесах и низменных и нагорных кустарниковых зарослях, а также у берегов рек, речек, ручьёв, на высоте 250—1600 метров над уровнем моря. Длина тела 15 см, масса около 26 грамм.
Выделяют три подвида:
- Chlorospingus flavigularis hypophaeus — от вулкана Бару восточнее до центрального Верагуас (западная Панама);
- Chlorospingus flavigularis marginatus — от западных склонов западных Анд в департаменте Валье-дель-Каука (Колумбия) южнее до провинции Эль-Оро (юго-восточный Эквадор);
- Chlorospingus flavigularis flavigularis — от Анд Колумбии южнее до восточных склонов Анд Эквадора и Перу до региона Пуно.